# Paul Fuchs (Bildhauer)
Paul Fuchs (* 29. November 1936 in München) ist ein deutscher Bildhauer und Klangkünstler.

## Leben und Wirken
Während seiner Ausbildung zum Kunst- und Bauschlosser von 1951 bis 1958 arbeitete Fuchs mit Herbert Altmann und Carl Knappe zusammen. Von 1958 bis 1964 studierte er Bildhauerei an der Akademie der Bildenden Künste München bei Heinrich Kirchner.
Anschließend schuf er zahlreiche Eisenarbeiten und widmete sich ab 1967 verstärkt mit seiner ersten Frau Limpe Fuchs unter dem Gruppennamen „ANIMA musica“ der Experimentalmusik, die sie auch zusammen mit ihrem Sohn Zoro Babel aufführten. 1972 stieß Friedrich Gulda zu Paul und Limpe Fuchs hinzu und zusammen gründeten sie die Gruppe „Anima“, mit der sie zahlreiche Konzerte gaben und auf Festivals auftraten. Fuchs entwickelte Mitte der 1970er Jahre auch die Ballastsaite. Hinzu kamen Musikprojekte mit dem Bratschisten und Kammermusiker Hariolf Schlichtig und dem Organisten Andreas Fröhling.
Von 1974 bis 1984 assistierte er zusammen mit seinem 1962 geborenen Sohn David Fuchs seinem früheren Lehrer Heinrich Kirchner bei dessen Ausführung seines gesamten Alterswerks für den Skulpturenpark im Burgberggarten. Seit 1985 entstanden Spielskulpturen für Kinderspielplätze in München, Ingolstadt und Grosseto (Italien) sowie viele Großplastiken, die häufig auch Klangexperimente darstellen. Viele seiner bis zu 30 Meter hohen Skulpturen wurden in Sohn David Fuchs’ und Dominik Rothweilers Metallatelier in Deggenhausertal ausgeführt. Seit 1996 arbeitet Paul Fuchs an einem Skulpturenpark im Giardino dei Suoni („Garten der Klänge“) in der Nähe des Ortsteils Boccheggiano der Gemeinde Montieri in der Toskana.

## Werke (Auswahl)

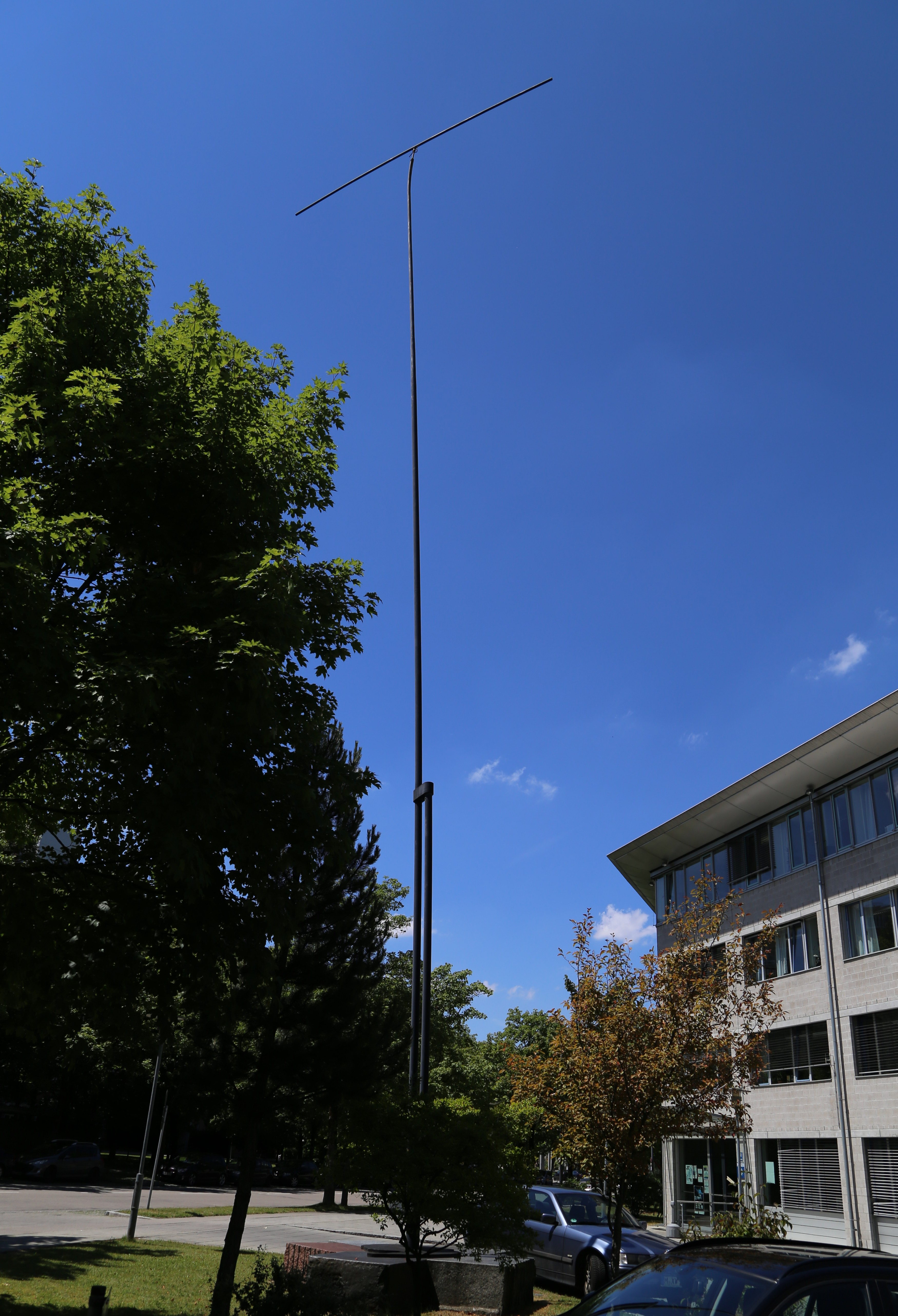
Inklination – frei schwingende Nadel, München-Neuperlach

- Großskulptur „Weizenähre“ für das Brezelmuseum in Erdmannhausen, 2016
- Großskulptur „Rauchsignal“ für den Klenzepark in Ingolstadt, 2013
- Großskulpturen „Zeitsenkungskurve“ und „Raum-Zeit-Diagramm“ vom „Kunstprojekt Oelsnitz“, Entwicklung von Konzepten für das ehemalige Bergbaugebiet, 2002 ff.(Liste der Kunstwerke im öffentlichen Raum in Oelsnitz/Erzgeb.)[1]
- Skulptur „Weltenritt“ für die Ostend-Schule in Neuburg an der Donau, 2001
- Spiel- und Klangskulptur für den Park „il boschetto“ in Grosseto (Italien), 1997
- Embryo, Kulturamt der Stadt Ingolstadt, 2003
- Inklination, Polizeidienstgebäude, München-Neuperlach, 1999
- Ouros, Finanzamt in Rosenheim, 1991
- Girandante, Fachhochschule Rosenheim, 1995
- Doppelhelix, Wasserwirtschaftsamt in Rosenheim, 2001
- Dreischalenbrunnen, Rathaushof Traunstein, 1998
- Vogel, Hertzhaimer-Gymnasium in Trostberg, 1996
- Brunnenmichi, Kulturzentrum Trostberg, 1998
- Klanggarten mit vier Skulpturen (Liste von Kunstwerken im öffentlichen Raum in Unna: Holzblockwagen, Windvogel, Außerirdische und Trompetentier); Bornekamppark, Unna 1983–85

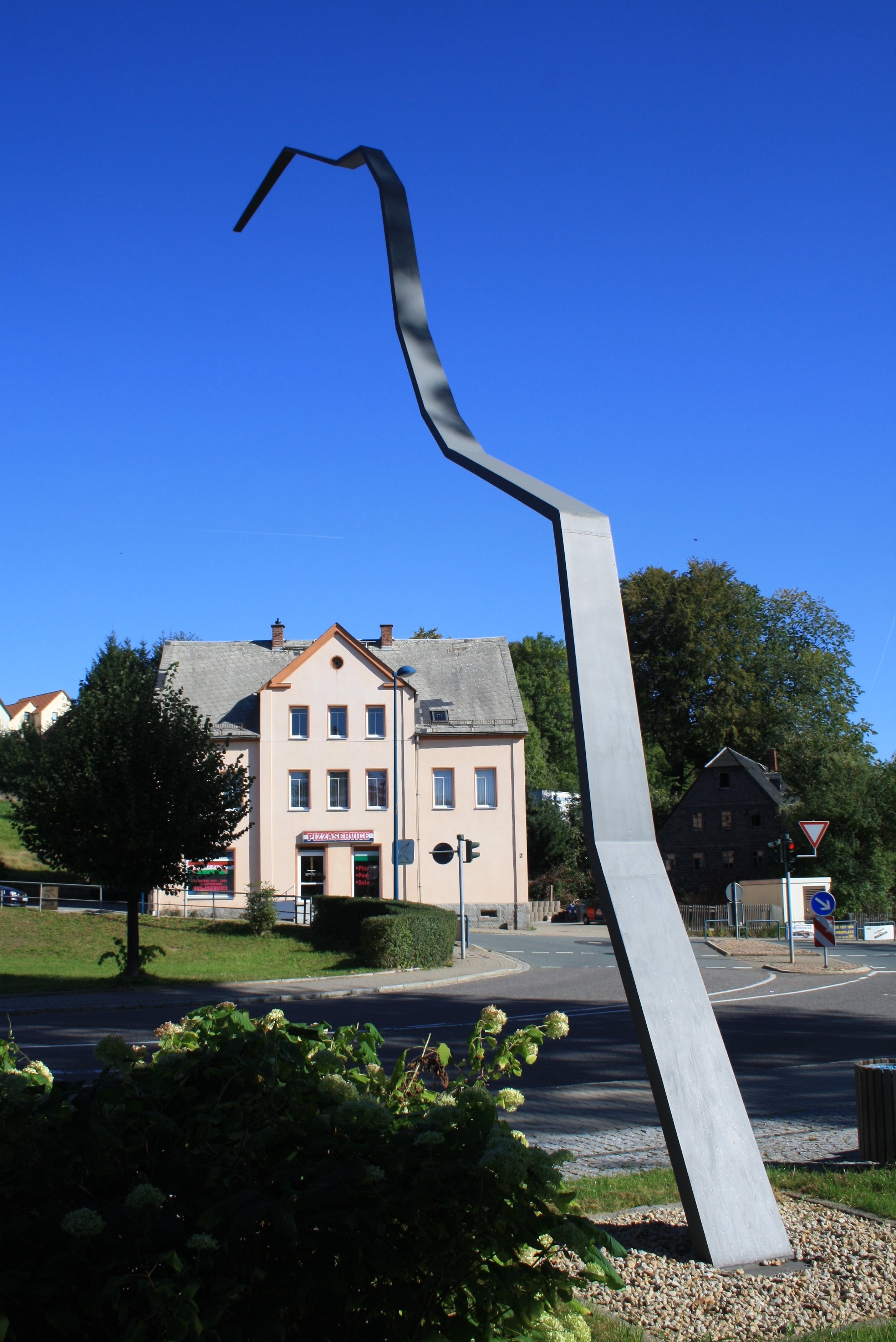
„Raum-Zeit-Diagramm“, Oelsnitz/Erzgeb.